# MTV Movie Awards 1997
MTV Movie Awards 1997 — ежегодная церемония вручения кинонаград канала MTV, которая прошла 10 июня 1997 года в аэропорте «Barker Hangar» в городе Санта-Моника. Ведущий церемонии был Майк Майерс.

## Исполнители
- Bush — Cold Contagious
- En Vogue — Whatever
- Джуэл — Foolish Games

## Победители и номинанты
Победители написаны первыми и выделены жирным шрифтом.

### Лучший фильм
Крик
- Скала
- Ромео + Джульетта
- День независимости
- Джерри Магуайер

### Лучшая мужская роль
Том Круз — «Джерри Магуайер»
- Леонардо Ди Каприо — «Ромео + Джульетта»
- Эдди Мерфи — «Чокнутый профессор»
- Уилл Смит — «День независимости»
- Джон Траволта — «Феномен»

### Лучшая женская роль
Клэр Дэйнс — «Ромео + Джульетта»
- Сандра Буллок — «Время убивать»
- Нив Кэмпбелл — «Крик»
- Хелен Хант — «Смерч»
- Мадонна — «Эвита»

### Лучший прорыв года
Мэттью Макконахи — «Время убивать»
- Вивика Фокс — «День независимости»
- Кортни Лав — «Народ против Ларри Флинта»
- Юэн Макгрегор — «На игле»
- Рене Зеллвегер — «Джерри Магуайер»

### Лучший актёрский дуэт
Шон Коннери и Николас Кейдж — «Скала»
- Бивис и Баттхед — «Бивис и Баттхед уделывают Америку»
- Стив Бушеми и Питер Стормаре — «Фарго»
- Клэр Дэйнс и Леонардо Ди Каприо — «Ромео + Джульетта»
- Нейтан Лейн и Робин Уильямс — «Клетка для пташек»

### Лучший злодей
Джим Керри — «Кабельщик»
- Роберт Де Ниро — «Фанат»
- Кифер Сазерленд — «Время убивать»
- Эдвард Нортон — «Первобытный страх»
- Марк Уолберг — «Страх»

### Лучшая комедийная роль
Джим Керри — «Кабельщик»
- Крис Фарли — «Ниндзя из Беверли-Хиллз»
- Эдди Мерфи — «Чокнутый профессор»
- Робин Уильямс — «Клетка для пташек»

### Лучшая песня
Bush — Machinehead (из фильма «Страх»)
- Эрик Клэптон и Бэбифейс — Change the World (из фильма «Феномен»)
- Garbage — #1 Crush (из фильма «Ромео + Джульетта»)
- Мадонна — Don’t Cry for Me Argentina (из фильма «Эвита»)
- Ар Келли — I Believe I Can Fly (из фильма «Космический джем»)

### Лучший поцелуй
Вивика Фокс и Уилл Смит — «День независимости»
- Клэр Дэйнс и Леонардо Ди Каприо — «Ромео + Джульетта»
- Джина Гершон и Дженнифер Тилли — «Связь»
- Кира Седжвик и Джон Траволта — «Феномен»
- Кристин Тейлор и Кристофер Дэниел Бэрнс — «Семейка Брэди 2»

### Самый зрелищный эпизод
Смерч
- Стиратель
- День независимости
- Миссия невыполнима
- Скала

### Лучшая драка
Файруза Балк vs. Робин Танни — «Колдовство»
- Мэттью Бродерик vs. Джим Керри — «Кабельщик»
- Джим Браун vs. инопланетянин — «Марс атакует!»
- Джеки Чан vs. Трап — «Первый удар»
- Памела Андерсон vs. плохой парень — «Не называй меня малышкой»

### Лучший новый режиссёр
Даг Лайман — «Круглосуточные тусовщики»

### Пожизненное достижение
Чубакка (персонаж Звёздных войн)

## Статистика
Фильмы, получившие наибольшее число номинаций.
| Фильм                                 | номинации |
| ------------------------------------- | --------- |
| Ромео + Джульетта / Romeo + Juliet    | 6         |
| День независимости / Independence Day | 5         |
| Джерри Магуайер / Jerry Maguire       | 3         |
| Скала / The Rock                      | 3         |
| Феномен / Phenomenon                  | 3         |
| Кабельщик / The Cable Guy             | 3         |
| Время убивать / A Time to Kill        | 3         |